# 秀林郷

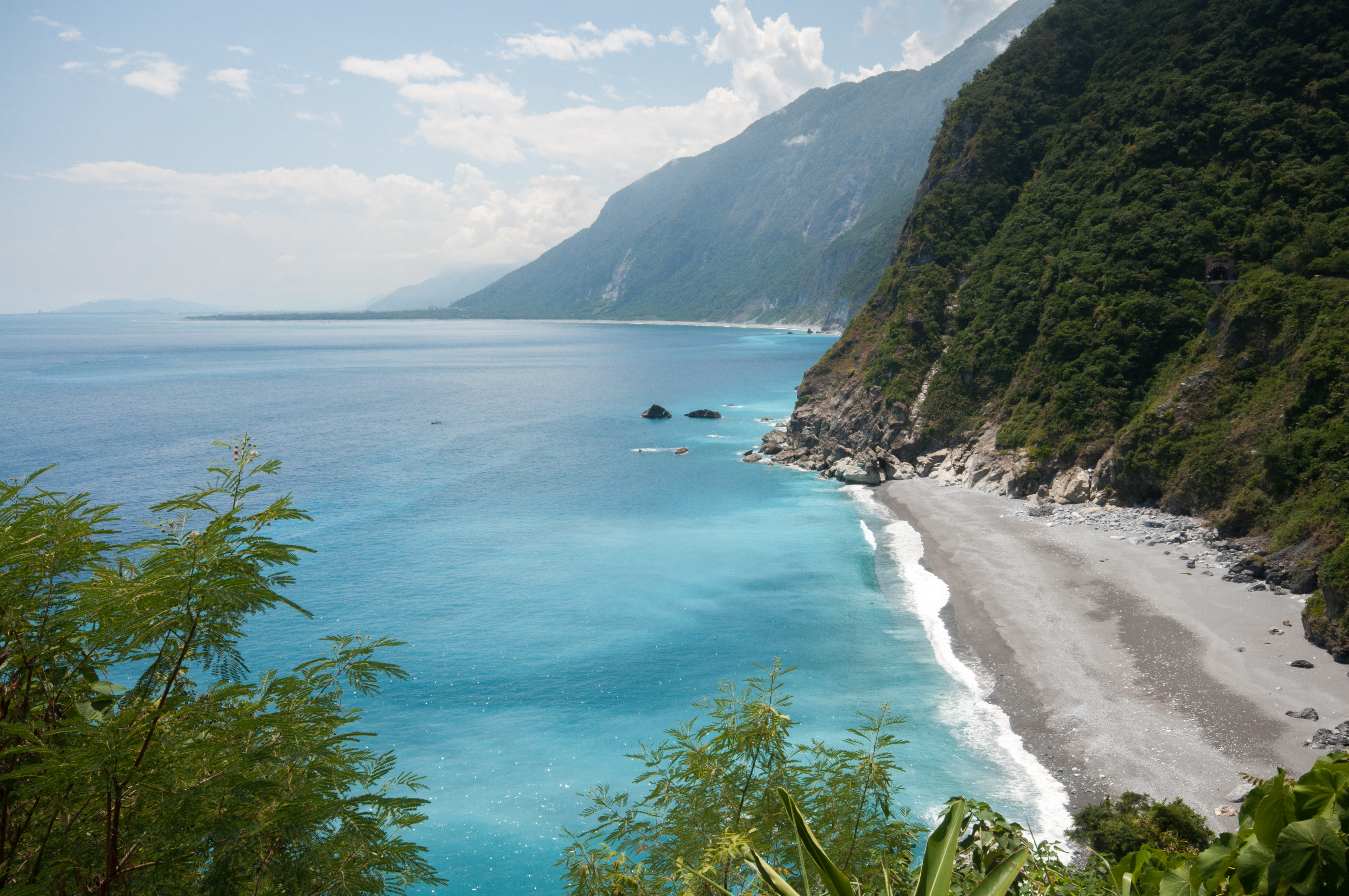
清水断崖

秀林郷（シウリン/しゅうりん-きょう）は台湾花蓮県の郷。

## 地理
秀林郷は花蓮県北部に位置し、北は宜蘭県南澳郷と、東南は新城郷、花蓮市、吉安郷、寿豊郷と、西は台中市和平区、南投県仁愛郷と、南は万栄郷とそれぞれ接し、東北は太平洋に面している。全国で最大の面積を有す郷鎮である。中央山脈東側に位置するため、地勢は険しい。住民は原住民であるタロコ族が大部分を占めている。

## 歴史
近年は「秀林郷」を「太魯閣郷」に改名しようという動きがある。

## 行政区
| 村                                                                     |
| ---------------------------------------------------------------------- |
| 和平村、崇徳村、富世村、秀林村、景美村、佳民村、水源村、銅門村、文蘭村 |

## 歴代郷長
| 代 | 氏名 | 任期 |
| -- | ---- | ---- |

## 交通
| 種別 | 路線名称 | その他                      |
| ---- | -------- | --------------------------- |
| 鉄道 | 北廻線   | 和平駅 和仁駅 崇徳駅 景美駅 |
| 省道 | 台8線    | 中部横貫公路                |
| 省道 | 台9線    | 蘇花公路                    |
| 省道 | 台9甲線  |                             |
| 省道 | 台14線   |                             |
| 省道 | 台14甲線 |                             |

## 観光

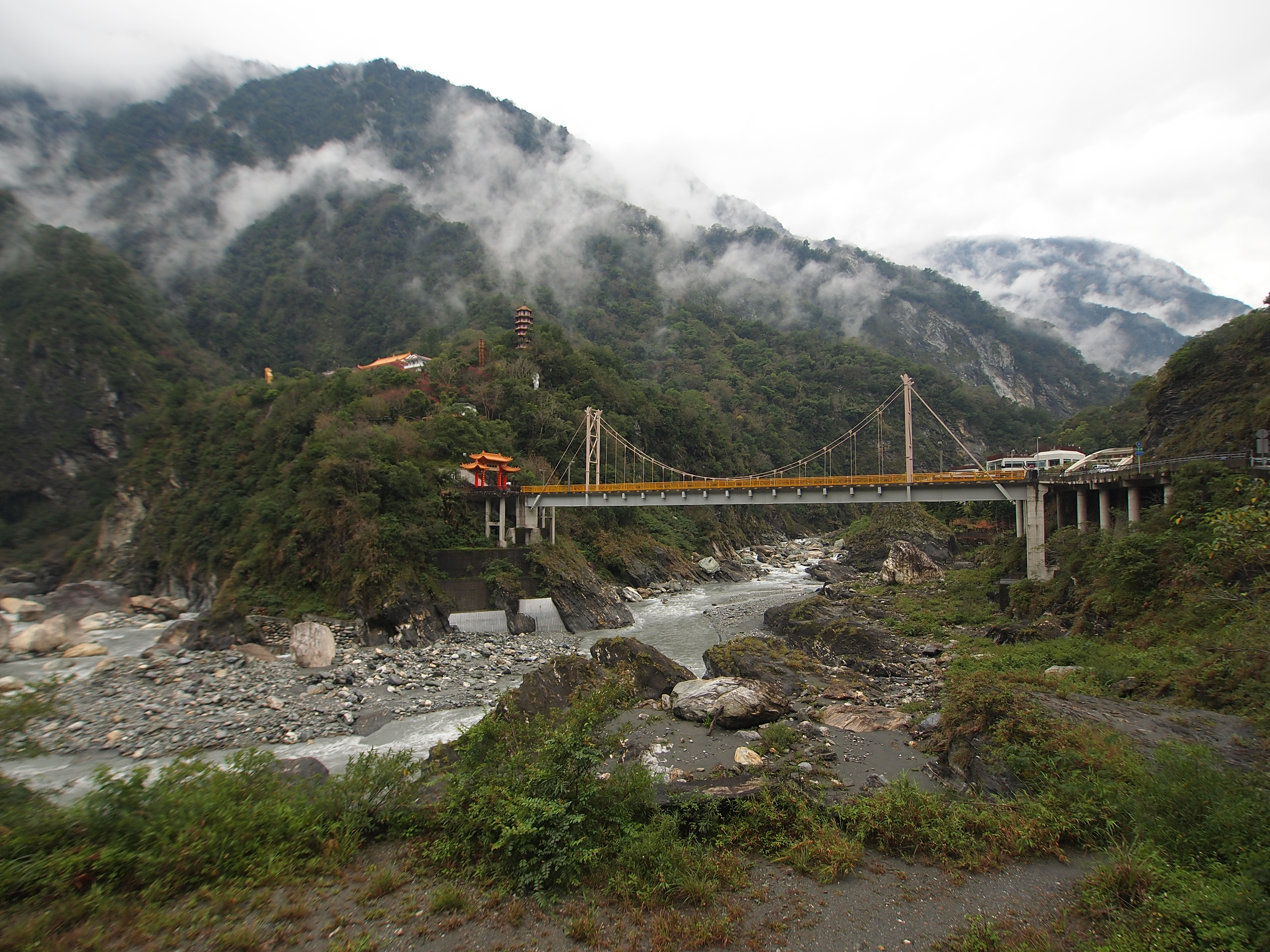
祥徳寺山門前の立霧渓に架かる普渡橋

- 太魯閣国家公園
- 太魯閣牌坊
- 長春祠
- 布洛湾遊憩区
- 合歓山
- 九曲洞
- 清水断崖
- 奇莱主山
- 錐麓断崖
- 大禹嶺
- 翡翠谷
- 万代峡
- 天長断崖
- 竜澗ダム
- 関原
- 天祥